# Nipponophyllum japonicum
Nipponophyllum japonicum är en ringmaskart som först beskrevs av Marenzeller 1879.  Nipponophyllum japonicum ingår i släktet Nipponophyllum och familjen Phyllodocidae. Inga underarter finns listade i Catalogue of Life.